# 投資ジャーナル事件
投資ジャーナル事件（とうしジャーナルじけん）とは、証券関連雑誌を発行していた投資ジャーナル社の株式の売買をめぐる大規模な詐欺事件である。

## 概要
投資ジャーナル社は1978年設立。中江滋樹会長は証券ジャーナリストとして投資ジャーナル、月刊投資家等の証券関連雑誌等で「絶対に儲かる」株式売買のテクニックを披露すると共に、関連会社を設立し「兜町の風雲児」といわれた。
中江は前述の雑誌上で1人当たり10万円から数百万円程度を利用者から徴収し、投資ジャーナルが推薦した銘柄を紹介。更に保証金を積めば、預かり金の10倍もの融資を受けられると謳い、利用者の大半に「預り証」を発行しただけで、実際には株式そのものの引渡しは行わなかった。この事件で中江は7684人から580億円の現金を詐取した。
中江はその後、警察からの捜査を警戒し、妻のA子、交際していた芸者のB子らと4人でアジア各地を8か月間に渡って逃亡し、帰国した1985年6月19日、警視庁に上記4人を含む11人が詐欺容疑で逮捕された。事件後の聴取で投資ジャーナル社に便宜を図る為、大物政治家や高級官僚らに対し、株の利益を渡した事も判った。
裁判の結果、中江は1989年懲役6年の実刑を言い渡された。
尚、事件当時、投資顧問業を規制する法律は存在しなかった。本事件や誠備グループ事件の様な大規模な投資家事件を契機に、1986年に「有価証券に係る投資顧問業の規制等に関する法律」（略称「投資顧問業法」）が制定、投資助言業務を行う業者は登録制、投資一任業務を行う業者は認可制になった。

## 余談
- 当時活躍していたアイドルタレントであった倉田まり子（現・坪田まり子）は、「中江の愛人で7000万円の家をもらった」などという雑誌記事が発端となり、この事件に巻き込まれた。倉田は単独記者会見で身の潔白を主張したが、一方的な報道が続き、マスコミからの倉田のネガティブなイメージが定着したことなどからそのまま芸能界を引退した。
- 中江の逮捕日前日の1985年6月18日に、似たような悪徳商法豊田商事事件の中心人物永野一男が刺殺される事件が発生したばかりであった。